# Камило Алонсо Вега
Камило Алонсо Вега (на испански: Camilo Alonso Vega) е испански генерал от националистите по времето на Гражданската война в Испания.

## Биография
Приятел от детинство на Франсиско Франко, като капитан той влиза в Чуждестранния легион и се бие в Рифската война. Първоначално е назначен за командир на 9-та картечна рота на 3-ти бандеровски легион. По-късно е повишен в подполковник от испанската армия през 1935 г. и полковник през декември 1936 г.

### Испанска гражданска война
През юли 1936 г. Вега подкрепя държавния преврат от 17 юли и помага за завладяването на Витория-Гастейс, столицата на провинция Алава за бунтовниците. През декември 1936 г. той ръководи отбраната на град Виляреал срещу настъпление на баските сили. През март 1937 г. е назначен за командир на 4-та бригада на новоорганизираната наварска дивизия на Емилио Мола и ръководи тази бригада в Бискайската кампания в битката при Брунете през юли 1937 г. в битката при Сантандер през август и в Арагонската офанзива, а на 15 април превзема град Винарос, разрязвайки наполовина зоната, контролирана от републиканците. По-късно ръководи дивизия в битката при Ебро.

### Франкистка Испания
След войната през януари 1940 г. Вега става заместник-секретар на Министерството на армията, което включва надзор на концентрационните лагери и по-късно ръководител на Гражданската гвардия (1943 – 1955 г.). Министър на вътрешните работи на Франкистка Испания от 1956 до 1969 г. Вега се пенсионира от армията през 1959 г., като въпреки това остава министър на вътрешните работи. Ръководи опозицията във франкисткото правителство срещу Закона за печата на Мануел Фрага. През 1969 г. Вега смазва университетските демонстрации, поради което е наречен от студентите Дон Камуло (портманто от неговото име и муле).